# Бакиров, Ибрагим
Ибрагим Бакиров (1915—1972) — узбекский советский колхозный и государственный деятель. Герой Социалистического Труда (7 мая 1951).

## Биография
Родился в 1915 году в селении Ербоши Ферганской области Российской империи (ныне — Андижанский район, Андижанская область, Узбекистан). По национальности — узбек. Образование получил в местной сельскохозяйственной артели, работал в хлопководстве.
В 1932 году стал бригадиром, а в 1942 году возглавил колхоз имени Сталина. В 1949 году был награжден орденом Ленина. В 1950 году колхоз получил урожай 45 центнеров хлопка с гектара, на общей площади в 275 гектаров.
Указом Президиума Верховного Совета СССР от 7 мая 1951 года за получение высоких урожаев хлопка на поливных землях в 1950 году Ибрагиму Бакирову присвоено звание Героя Социалистического Труда, и был награждён орденом Ленина и золотой медалью «Серп и Молот», так же этим же указом звания Героя Социалистического Труда были удостоены Усманали Турдыев и звеньевой Хасанче Ахмедов, которые собрали 83, 6 центнера хлопка с гектара на общей площади 6,1 гектаров.
Затем колхоз Ибрагима Бакирова был переименован в «Ленинград», колхоз сумел сохранить высокие показатели в зборе урожая и в 1957 году Бакиров был награждён своим третьим орденом Ленина. Также вёл активную общественную деятельность, в 1939 году он вступил в ВКП(б), был депутатом Верховного Совета Узбекской ССР с 3-го по 6-й созывы, В 1952 году был делегатом XIX съезда ВКП(б) и XIII съезда Коммунистической партии Узбекистана.
Жил в родном кишлаке Ербоши.
Умер в ноябре 1972 года.

## Награды
Ибрагим Бакиров был награждён следующими наградами:
- Медаль Серп и Молот (7 мая 1950 — № 5902);
- 3 ордена Ленина (16 января 1950; 7 мая 1951 — № 140330; 11 января 1957);
- Орден Трудового Красного Знамени (13 июня 1950);
- Орден «Знак Почёта» (22 декабря 1944);
- ряд медалей.